# 1825–27-es pozsonyi országgyűlés

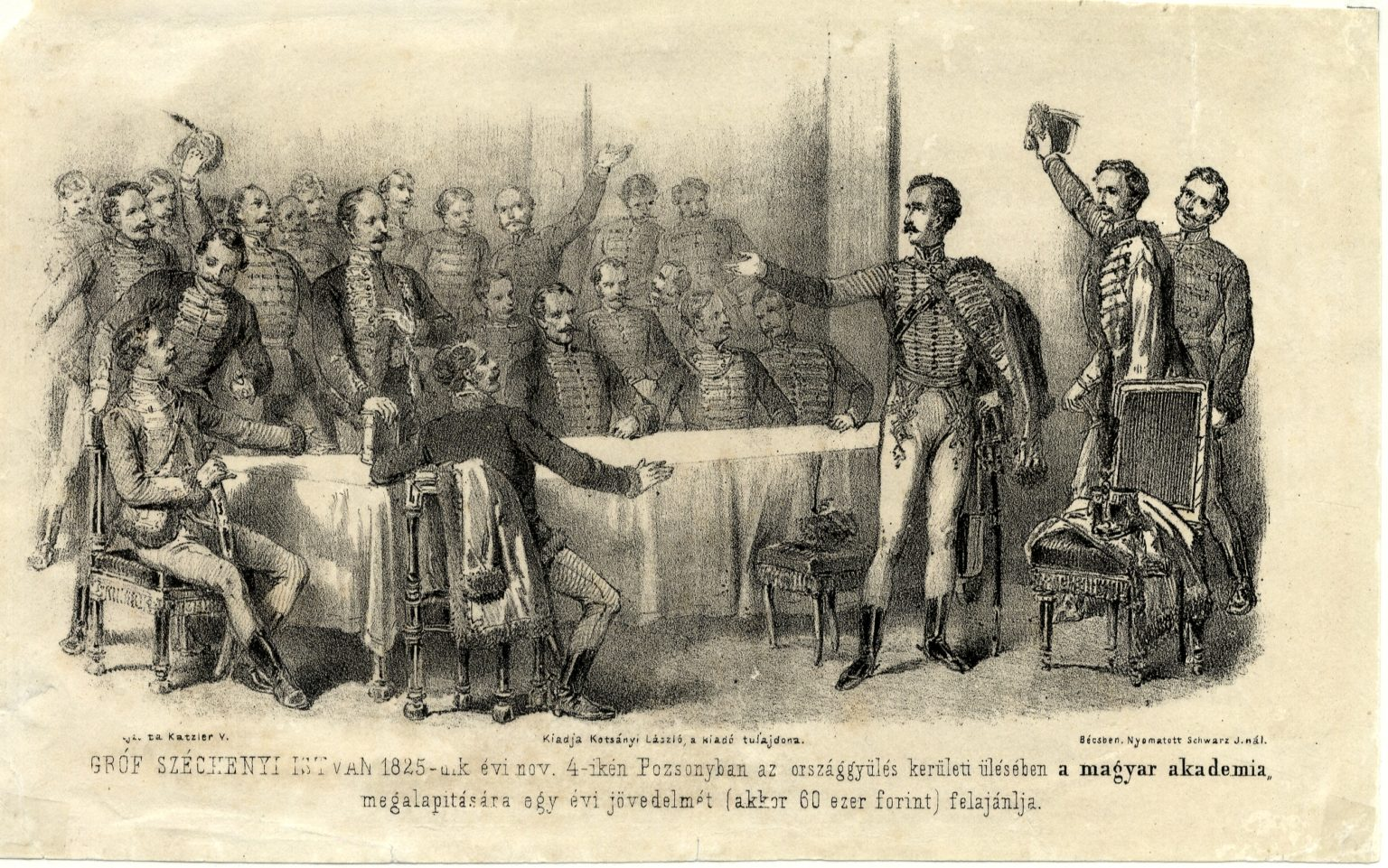
Széchenyi István felajánlja egyévi jövedelmét egy „Tudós Társaság” felállítására - Vinzenz Katzler litográfiája

A Pozsony városában megrendezett 1825-ös országgyűlést szokás az első reformországgyűlésnek, a reformkor kezdetének tekinteni, bár a hagyományos sérelmi politika folytatása mellett még kevés előremutató törvényt hozott a diéta. Az országgyűlés határozott az 1791-ben felállított reformbizottság munkájának folytatásáról, és nagybirtokosok adakozásából megteremtették az alapot a Magyar Tudományos Akadémia és a Ludoviceum létrehozáshoz. Ugyanakkor sikerült kompromisszumra jutni a rendi sérelmek kérdésében is.

## Összehívása
I. Ferenc 1825. július 3-án Bergamóban írta alá a meghívót az országgyűlésre. Metternich ellenkezését állítólag a következő szavakkal intette le:
Most szeretni fognak a magyarok, mert nem kérek tőlük semmit. Ki tudja, pár év múlva nem én leszek-e valamiben rájuk szorulva?
A diétát szeptember 11-én nyitotta meg az uralkodó Pozsonyban. Trónbeszédében a királyné megkoronázását, az adó megajánlását, emellett az 1790–91-es országgyűlés által kiküldött bizottságok reformjavaslatainak elővételét és a magánszemélyek pénzviszonyainak rendezését javasolta. Tanácsadóival egyetemben azt gondolta, hogy a több, mint harmincéves bizottsági jelentések nem váltanak majd ki különösebb érdeklődést.

## A kor szelleme
A korszakra jellemző, hogy szembekerült egymással a létező intézményi keret és a gazdasági fejlődés. Kautz Gyula megfogalmazásában:

„az anyagi érdekek az alkotmányiakkal, a közgazdaság követelései a közjogiéval mind nagyobb ellentétbe kezdenek jőni, s a nemzet messzebblátó fiai felismerik és vallják már azt, hogy az ősmagyar alkotmány, úgy mint van, a közgazdasági reformok égető szükségességével szemben, jó részben tarthatatlanná vált s gyökeres reformokra szorul.”

Új gazdasági és üzleti formák terjedtek el ekkor az országban, „ökonómiai ébredésnek” lehetünk tanúi. Gazdasági szakírások, folyóiratok ebben a korban nem léteztek Magyarországon, a közgazdasági eszmék, a gazdasági problémák, tények elsősorban az országgyűlésen elhangzó nyilatkozatokból és a bizottsági jelentésekből ismerhetők meg. A korszakban fokozatosan megszülető önálló szakirodalom sokszor a gyűléseken vitatott problémákra válaszul, a honatyák befolyásolása céljából jelent meg. Ehhez illeszkedett közreadásuk időpontja is.
Az országgyűlés összehívásakor rendek jelentős része át akarta vizsgálni az 1791. évi tervezeteket, és kiálltak az arra érdemes részek megvalósításáért. Ekkor azonban még sokan idegenkedtek a lényeges változásokat hozó újításoktól. A döntéshozók nagy része - a megelőző évek fejlődése ellenére - nem rendelkezett kellő ismerettel és jártassággal sem az állami sem a gazdasági szaktudás tekintetében ahhoz, hogy a reformok szükségességét illetve hasznát meg tudják ítélni.
A korszakban a viták az adószint és adóelvek, a birtokviszonyok (az úrbéresség), a kereskedelem és ipar kérdései körül dúltak. További fontos probléma volt a rendezetlen államháztartás és ehhez kapcsolódóan a pénzkibocsátás mértéke. Az adóelv tekintetében a nemesi adómentesség privilégiumának kérdése volt a gyújtópont.

## A rendi sérelmek felhánytorgatása
A rendek a királyné megkoronázása után elsősorban az alkotmányt ért sérelmeket tárgyalták. Követelték a törvénytelen újoncozás beszüntetését, az adók papírpénzben való beszedését, az 1791-ben elfogadott és azóta megsértett törvények újra szentesítését. Követelték továbbá, hogy a törvénysértő hivatalnokokat a magyar bíróság vonhassa felelősségre. I. Ferenc az újoncozás beszüntetésére vonatkozó feliraton kívül – amit a békére való tekintettel elfogadott – a többi követelést mereven elutasította. József nádor közvetítésével jött létre végül 1827-re egy mindkét félnek elfogadható kompromisszum. Ebben I. Ferenc beleegyezett az alkotmányos biztosítékok megerősítésébe, az adóhátralék elengedésébe és ígéretet tett a papírpénz kivonására.

## Reformtörekvések
A közteherviselés ügyében komoly előrelépés nem történt. Ugyan felmerült a jobbágytelken ülő nemesek megadóztatása, a javaslat azonban nem aratott osztatlan sikert. Ugyanígy kudarcot vallott Felsőbüki Nagy Pál, Sopron követének indítványa a jobbágyság képviseletére a parlamentben.
Széchenyi István gróf legelső beszédét a felső tábla 1825. október 12-i ülésén tartotta, és (pedig ami óriási feltűnést kelt) magyar nyelven, mivel addig latinul volt szokás a beszédeket tartani. Szoboszlai Pap István a későbbi tiszántúli superintendens, aki azon az országgyűlésen a református lelkészi teendőket végezte, azt irta egyik levelében, hogy „epochát csinál ezen a táblán gróf Széchenyi kapitány, mert ő magyarul szólalt meg". Az országgyűlés talán legnagyobb hatású eseménye Nagy Pál 1825 november 3-án a kerületi ülésen elhangzott beszédéhez köthető. A szónoklatban a magyar nyelvről, mint nemzeti ügyről beszélt. Ennek a hatására ajánlotta fel Széchenyi István még az ülésen egyévi jövedelmének a kamatait (kb. 60 000 forintot) a későbbi Magyar Tudományos Akadémia elődjének létrehozására. Példáját még számosan követték, többek között Batthyány Fülöp herceg, Károlyi György gróf és József nádor. Az ő nagylelkűségüknek állít emléket az 1827. évi XII. törvény. Az országgyűlés végére magánadományokból 250 000 ezüst forint gyűlt össze, és a XI. törvénycikk kimondta, hogy a magánadományokból „a hazai nyelv müvelésére” tudós társaságot kell alapítani.
Az országgyűlés két törvényben is foglalkozott a magyar katonai akadémia (Ludoviceum) felállításával. Elhatározták, hogy az akadémiát Pesten építik fel, és a váci épületet eladják. Az akadémia pénzügyi alapját szolgáló (már 1808-ban felállított) alapítvány értékét a háborús évek inflációja nagyban lecsökkentette, ennek pótlására jelentős adományokat ajánlott fel a magyar nemesség.
A korábbi reformtervezetek átvizsgálására és a kornak megfelelő módosítások elvégzésére kirendelték a Commissio systematica-t, egy 80–90 fős nagybizottságot. A bizottság 9 albizottságban kezdte vizsgálatait 1828–tól. Az albizottságok többek között közgazdasági kérdéseket érintettek, a kereskedelem, az ipar, a jobbágyviszonyokkal kapcsolatos lehetőségeket tárgyalták. A bizottsági jelentésekből és vitákból részben merkantilisztikus (kereskedelmi bizottság) vagy teljesen merkantilista (pénzügyi, financiális kérdések) álláspontok rajzolódtak ki. Protekcionista irányzatok ekkor nem jelentek meg a határozatokban.

## Forrásjegyzék
- Závodszky Géza és Hermann Róbert. Nemzet születik. Helikon Kiadó (1997). ISBN 963 584 539 5
- szerk.: Hermann Róbert: Az 1848-49. évi forradalom és szabadságharc története. Videopont Kiadó (1996). ISBN 963 8218 207
- Bekker Zsuzsa (1999). „Széchenyi és Kautz”. Társadalom és Gazdaság Közép- és Kelet-Európában XXI. (2.), 38-62. o, Kiadó: Budapesti Közgazdaságtudományi és Államigazgatási Egyetem. [2006. július 13-i dátummal az eredetiből archiválva]. ISSN 1218-9383. (Hozzáférés: 2011. július 2.)
- 1827-es törvénycikkek. CompLex Kiadó. (Hozzáférés: 2010. július 22.)[halott link]
- Dobszay Tamás: Szokjon már gyapjas fülök az ezután már gyakrabban hallható igazság szavához.. (Hozzáférés: 2010. július 10.)[halott link]